# Abraham ibn Dawud
Abraham ibn Dawud (in ebraico  אברהם אבן דאוד‎?, in arabo ابراهيم بن داود‎?, Ibrāhīm ibn Dāwūd; Toledo, 1110 – Toledo, 1180) è stato uno storico, astronomo e filosofo spagnolo, martire ebreo.
Conosciuto anche con l'abbreviazione Rabad I o Ravad I. Sua madre apparteneva ad una famiglia rinomata per erudizione e saggezza.

## Opere
- La sua Cronaca - un'opera scritta nel 1161 col titolo di Sefer ha-Kabbalah ("Libro della Tradizione"), in cui ha attaccato ferocemente le affermazioni del Caraismo e giustificato il giudaismo rabbinico con la costituzione di una serie di tradizioni da Mosè fino al suo tempo, è piena di preziose informazioni di carattere generale, in particolare relative al tempo dei Gheonim e alla storia degli ebrei in Spagna.
- Un'opera di astronomia, da lui scritta nel 1180, è favorevolmente citata da Isaac Israeli il Giovane ("'Yesod Olam", IV, 18).
- La sua opera filosofica, al-ʿaqīda al-rafiʿa ("Fede Sublime"), scritta nel 1168 in arabo, è stata conservata in due traduzioni in ebraico: una di Solomon ben Labi, col titolo Emunah Rama, l'altra di Samuel Motot. La traduzione di Labi è stata ritradotta in tedesco e pubblicata da Simshon Weil.

## Filosofia
Ibn Dawud non fu un pensatore originale, né produsse una nuova filosofia, ma fu il primo a introdurre quella fase della filosofia ebraica che è generalmente attribuita a Mosè Maimonide e che si differenzia dai sistemi precedenti della filosofia, soprattutto nella sua forma sistematica più completa derivata da Aristotele. Di conseguenza Hasdai Crescas cita Ibn Dawud come l'unico filosofo ebreo tra i predecessori di Maimonide (Or Adonai, cap. I.). L'opera di Abraham ibn Dawud, intitolata Emunah Rama ("Fede Sublime"), ha ricevuto scarsa attenzione da filosofi successivi dato che fu completamente oscurata da quella classica di Maimonide, Moreh Nebukim ("Guida per i perplessi"), un'opera grandemente debitrice della precedente a cui Maimonide deve molti preziosi suggerimenti.
Le uniche opere filosofiche ebraiche che Ibn Dawud aveva davanti a sé, secondo la sua stessa dichiarazione ("Emunah Rama", p. 2), sono state Emunot ci-De'ot di Saadya Gaon e Fonte della Vita di Solomon ibn Gabirol. Da un lato Ibn Dawud riconosce pienamente i meriti di Saadya Gaon, anche se non ne adotta le opinioni sulla libertà del volere, nonostante la soluzione di questo problema dovesse essere il fine principale di tutto il suo sistema ("Emunah Rama," p. 98). Il suo atteggiamento verso Gabirol invece è del tutto antagonistico ed anche nella prefazione al suo "Emunah Ramah" condanna senza pietà Fonte della Vita di Gabirol.
Poiché è il primo rigoroso aristotelico tra gli ebrei che consideravano Aristotele e i suoi commentatori arabi, al-Farabi e Avicenna, essere gli unici veri filosofi (ib. pp 23, 50, 62), Ibn Dawud si sentiva provocato dalla costante opposizione delle dottrine di Gabirol, che rappresentava la filosofia neoplatonica. Abbastanza imparziale da concedere alla fede semplice i suoi pieni diritti, Ibn Dawud vuole anche difendere i diritti della ragione e, di conseguenza, resiste con la massima energia ad ogni tentativo di porre un limite alla scienza, considerandolo un'invasione colpevole del piano di Dio che non conferisce senza ragione all'uomo la facoltà di pensare.
La vera filosofia, secondo Ibn Dawud, non ci fa deviare dalla religione ma tende piuttosto a rafforzarla e consolidarla. Inoltre è dovere di ogni ebreo pensante di prendere confidenza con l'armonia esistente tra le dottrine fondamentali del giudaismo e quelli della filosofia e, per quanto sembrino contraddirsi l'un l'altra, cercare un modo di conciliarle. Ibn Dawud insiste sul fatto che, per quanto altamente possa la filosofia essere valutata, la religione ebraica è preferibile. La conoscenza, acquisita dai filosofi in diverse migliaia di anni e dopo aver superato i più gravi errori, era stata conferita all'ebraismo fin dall'inizio attraverso la rivelazione (ib. p 62). Per quanto riguarda le verità morali si può presupporre che i filosofi non le abbiano raggiunte tramite uno studio indipendente ma sotto l'influenza delle dottrine della Sacra Scrittura (ib. p. 101).

### Il pensiero di Aristotele ed altri a confronto
È vero che in alcuni punti Ibn Dawud non sempre riesce ad evitare conflitti con le dottrine di Aristotele: questo è particolarmente vero per quanto riguarda la teoria di quest'ultimo sulla creazione. Secondo Aristotele il divenire del tutto risulta dalla fusione della materia in una certa forma; la materia, quindi, è la base necessaria per qualsiasi genesi; la materia prima stessa, come sostanza comune a tutte le cose esistenti, deve pertanto essere senza inizio e deve essere eterna. Ma l'accettazione della materia preesistente ed eterna non può essere riconciliata con la storia biblica della creazione, che implica una creatio ex nihilo (creazione dal nulla) e soggetta al tempo. Da questo conflitto - che poi ha condotto Maimonide a contestare l'autorità di Aristotele su tutte le questioni trascendentali - Ibn Dawud non è riuscito a liberarsi e cerca quindi di sorvolare le difficoltà esistenti piuttosto che risolverle. Infatti egli rappresenta il percorso della creazione come una serie di atti creativi, che ricordano la dottrina di Gabirol sulla successione delle varie sostanze. Ma lui stesso ammette poi che questa era solo un'ipotesi per soddisfare l'esigenza di dare una finitura strutturale alle nostre nozioni, intese a segnare quel processo graduale che deriverebbe - se la creazione fosse veramente passata attraverso tutte le fasi dell'esistenza - dalla materia prima, che è per noi impercettibile, fino a tutte le cose individuali, anche se alcune di queste fasi possono essere considerate come in parte esistenti solo attraverso giustificazione di nozioni astratte. Inoltre secondo Ibn Dawud ammettere la possibilità di un processo graduale di creazione sarebbe una contraddizione della nostra concezione del modo di agire di Dio.

#### Teologia
Per quanto riguarda la dottrina su Dio, Abraham ibn Dawud, come Aristotele e i suoi interpreti arabi, procedendo dal principio del moto e basando la sua tesi sulla prova della impossibilità di un regressus in infinitum, arriva alla concezione di un Primum Movens (Causa Prima) di tutto il moto o di un Primo Motore che, come prima causa, non può avere nessuna altra causa di movimento e deve, pertanto, essere considerato come immobile ("Motore Immobile"). Il Primo Motore è Dio. Ma questa prova dell'esistenza di Dio lascia ancora aperte due questioni importanti relative alla verità della nostra conoscenza di Dio: una riguarda l'incorporeità e l'altra l'unità di Dio.
Per quanto riguarda l'incorporeità di Dio questa consegue logicamente dalla nozione di infinito che appartiene alla Causa Prima di moto e che una cosa corporea non può essere infinita in sé stessa; né può una forza infinita essere attribuita ad essa. Ma il Primo Motore è infinito perché, Egli stesso senza movimento, la Sua forza rimane inalterata dal moto di cambiamento e trasformazione. Pertanto il Primo Motore, cioè Dio, non può essere corporeo (ib. p. 47).
Ma, come Essere necessariamente esistente, Dio deve anche essere assolutamente semplice e singolo in quanto la concezione di una pluralità nella sua essenza annullerebbe, allo stesso tempo, il concetto della necessità della Sua esistenza e perché il consolidamento di questa pluralità in un'unità dovrebbe essere stata effettuata da un altro essere diverso da sé; l'esistenza di questo essere plurale non sarebbe più necessario, cioè determinato dalla sua propria essenza, ma sarebbe dipendente dall'altro essere che ha effettuato l'unificazione (ib. p. 49).
Dalla nozione di unità assoluta risulta la concezione dell'unicità di Dio perché, se due esseri di questo tipo potessero esistere, l'unità di Dio verrebbe annullata in quanto ad almeno una delle unità dovrebbe essere attribuito un carattere speciale in modo da distinguerlo dall'altro (ib.). Con la dottrina dell'unità di Dio viene collegata la dottrina degli attributi divini che nel sistema di Ibn Dawud è preceduta dalla dottrina degli attributi negativi, già accettata da Bahya ibn Paquda ("H Obot ha-Lebabot", I, 10) e da Yehuda Ha-Levi (Kuzari, II. 2), nella vecchia teologia arabo-islamica. Secondo Ibn Dawud solo gli attributi negativi, in senso stretto e corretto, possono essere assegnati a Dio di modo che, qualunque sia la molteplicità di questi attributi negativi assegnatiGli, nessuna molteplicità ne può risultare per l'essenza di Dio. Certo, questo equivale alla rinuncia di una concezione positiva dell'Essere Divino poiché le dichiarazioni negative possono essere sufficienti a prevenire idee errate ma da sole non possono mai servire a ottenerne una conoscenza positiva (ib. p. 5). In effetti tutta la nostra conoscenza di Dio è limitata a due certezze, (1) che Egli esiste e (2) che la Sua essenza è incomprensibile (ib. p. 56). In aggiunta agli attributi negativi solo attributi relativi possono essere predicati a Dio perché anche questi ultimi, per quanti se ne possano presumere, dato che non si applicano all'essenza di Dio ma solo alla Sua relazione con il mondo, non producono alcuna modifica nella nozione di unità dell'Essere Divino (ib. p. 54).
Si devono distinguere dalle dottrine speculative della fede - la verità delle quali può essere provata solo con il ragionamento - quei dogmi storici la cui autenticità si basa principalmente sulla rivelazione divina o, per parlare più esattamente, sulla tradizione storica di una tale rivelazione (ib. p. 69). La tradizione riguardante un evento che si dice abbia avuto luogo pubblicamente, davanti a una grande assemblea di persone - tradizione che è nata, per così dire, sotto il controllo dell'opinione pubblica senza essere stata contestata dai contemporanei ed è stata tramandata con una continuità ininterrotta - possiede una giustificazione che non può essere contraddetta neanche dal logico professionista (ib. pp. 78, 81). L'affidabilità della tradizione storica costituisce un presupposto a favore della verità della profezia. Nel vero senso della parola, secondo gli assiomi stabiliti sopra in merito all'affidabilità della tradizione storica, ci può essere un'affermazione della profezia reale solo quando le rivelazioni divine si applicano a importanti questioni pubbliche, mentre quelle rivelazioni attinenti a questioni meno importanti o anche a vicende personali di un singolo individuo non possono essere classificate ai sensi di tale definizione (ib. p. 71). Così come osserva Ibn Dawud, forse con un riferimento ai miracoli attribuiti a Gesù, l'autenticità della Torah sarebbe in una situazione davvero spiacevole se, invece di essere basata sui miracoli di vera certezza storica, come quelli di Mosè, fosse basata solo su miracoli di tale carattere privato come le resurrezioni effettuate da Elia ed Eliseo (ib. p. 80).

#### Teoria della Profezia
Basandosi sulle dottrine di al-Farabi e di Avicenna, Ibn Dawud - che Maimonide segue in molti modi nella sua concezione della profezia - propone che il dono della profezia non debba essere considerato come un fenomeno che interrompe la continuità dello sviluppo della mente umana ma in un certo senso come stadio finale di un'evoluzione naturale le cui fasi più basse, sebbene debbano essere distinte dalla profezia giusta, sono comunque collegate con la stessa facoltà tramite una certa identità della natura. E, anche se la fase vera della profezia viene raggiunta, questo dono è, tuttavia, ancora capace di sviluppo progressivo, anche se può eccezionalmente raggiungere subito la massima perfezione in individui particolarmente dotati.
Il collegamento tra la mente del profeta e le intelligenze superiori, principalmente con l'Intelligenza Attiva, fornisce una spiegazione sufficiente della superiore facoltà cognitiva del profeta, come anche il suo potere di trascendere la legge naturale. Prescelto per diventare un intermediario tra Dio e l'uomo, il profeta è elevato quasi al piano delle intelligenze separate, anche angeli (ib. p. 73).

#### Sulla predestinazione
Basato sul sistema filosofico di cui sopra, e dopo l'esposizione della dottrina della fede, il problema sul libero arbitrio umano e della sua relazione con la fede in una provvidenza divina o predestinazione, può essere considerato molto più vicino a una soluzione. L'obiezione che la fede in una provvidenza divina sia incompatibile con l'esistenza del Male nel mondo, perché Dio non può essere l'autore del Male e del bene allo stesso tempo, è confutata dal fatto che il Male non ha esistenza di per sé ma è solo il risultato naturale, relativa ad alcune condizioni, dell'assenza di un bene reale e che, di conseguenza, il Male non ha bisogno di un sostegno creatore continuo. I difetti e le imperfezioni che appaiono in questo mondo non sono affatto in contraddizione con la saggezza e la bontà di Dio. I difetti vengono visualizzati solo da una concezione finita che considera le cose separatamente e in sé stesse, e non nella loro connessione con il tutto. Viste da un punto più elevato, le imperfezioni che aderiscono a cose o persone, talvolta, nel loro rapporto con il tutto potrebbero anche rivelarsi perfezioni e vantaggi (ib. p. 95).
Il libero arbitrio umano, quale principio soggettivo, ha come obiettivo correlato la nozione di possibilità mediante la quale una di due alternative si possono verificare. Ciò non provoca l'onniscienza divina a subire alcuna limitazione a meno che, tratti in inganno dall'uso comune, si dovessero designare come "possibili" quelle cose lo stato delle quali risulti non dalla loro propria essenza ma solo da una nostra scarsa conoscenza di tale essenza. Ma questo tipo di possibilità che, in verità, non è per niente una possibilità, si annulla come "possibile" del tutto inconciliabile con l'onniscienza di Dio. Comunque, nella sua forma rigida e precisa, la nozione di possibilità non è affatto antagonista all'onniscienza di Dio perché è facilmente immaginabile che Dio abbia regolato la creazione sin dall'inizio in modo che, per alcuni casi, entrambe le alternative dovrebbero essere "eventi" possibili e che il Creatore, al fine di garantire alla libertà umana la possibilità di mostrare la propria energia, abbia lasciato il risultato ultimo di certe azioni indeciso o mutabile anche per la Sua stessa conoscenza (ib. p. 96).
Il libero arbitrio umano, è vero, soffre di una certa limitazione attraverso la varietà di disposizioni morali, in parte dovuta a cause naturali che si trovano sia in singoli individui sia in intere nazioni. Ma l'uomo è in grado di superare la sua naturale disposizione e i suoi appetiti e di elevarsi ad un piano superiore di moralità, di purificare e nobilitare se stesso (ib. p. 97). La Torah e lo studio dell'etica - che fa parte della filosofia pratica ed è indicata, con un'espressione presa in prestito da Platone (Gorgia, 464), come la "dottrina della guarigione delle anime" - sono le stelle che guidano verso questo piano esaltato; ma nessuna presentazione scientifica di filosofia pratica si avvicina in ciò alle somme vette delle Scritture dove sono chiaramente espressi i principi morali più sublimi non conosciuti dai filosofi (ib. pp. 98, 101).
Le leggi cerimoniali servono anche allo scopo di istruzione morale e sono, pertanto, a causa della loro tendenza etica, da annoverarsi tra le leggi morali anche se, quando confrontate con le dottrine della fede e le leggi etiche, hanno solo un'importanza subalterna, come fanno anche le Sacre Scritture che attribuiscono ai sacrifici un'importanza relativamente minore rispetto alle leggi morali (ib. p. 102).